# Bãi Cỏ Rong
Bãi Cỏ Rong (tiếng Anh: Reed Bank hay Reed Tablemount; tiếng Trung: 礼乐滩, bính âm: Liyue Tan) là một bãi núi ngầm nằm ở đông bắc quần đảo Trường Sa, tiếp giáp về phía tây nam bởi Cụm Hồ Tràm (Amy Douglas Bank) và phía tây bởi Bãi Tổ Muỗi (Nares Bank), phía nam bởi Bãi Nam (Southern Reefs) và phía đông nam bởi các cụm bãi ngầm nhỏ hơn như Bãi Đồng Giữa (Wood Bank), Bãi Đồ Bàn (Brown Bank), Bãi Ôn Thủy (Fairie Queen Shoal), Bãi Thạch Sa (Seahorse Shoal), Bãi Hữu Độ (Sandy Shoal), Bãi Vĩnh Tuy (Leslie Bank), Bãi Rạch Vang (Templer Bank),...
Trung tâm của bãi này có tọa độ là 11°20'N, 116°40'E. Bãi Cỏ Rong có hình hạt đậu trải dài khoảng 70 hải lý từ Đá Gò Già (Pennsylvania North Reef) ở phía nam cho đến Đá Đồng Thạnh (Marie Louise Bank) ở phía bắc; những thực thể địa lý có độ sâu tối thiểu từ lần lượt là 16.5 m và 27 m. Chiều rộng tối đa của bãi vào khoảng 30 hải lý với tổng diện tích khoảng 7,000 km². Độ sâu của bãi này không đồng đều, từ 16 m cho đến 90 m.